# سهام فتحي
سهام إبراهيم السيد فتحي  (13 مارس 1936 - 21 فبراير 2018)، ممثلة مصرية.

## عن حياتها
حصلت على دبلوم ثانوي فني، وكان يمكنها أن تتقدم لكن حياتها الأسرية جذبتها فلم تقدم ما كانت تصبوا اليه. وكانت متزوجة من الممثل يوسف شعبان إلى إنها أنفصلت عنه بعد ذلك. وكان آخر عمل لها دور «خيرية» في مسلسل لن أعيش في جلباب أبي عام 1996.

## من أعمالها
- المفسدون في الأرض .
- العودة والندم.
- انتيجون.
- صراع مع الملائكة.
- الحقيقة العارية.
- السفينة التائهة.
- الجنة العذراء.
- دعني والدموع.
- رجال بلا ملامح.
- زينب والعرش.
- برج الأكابر.
- رأفت الهجان.
- أردت أن أعتذر.
- يوميات ونيس.
- لن أعيش في جلباب أبي.

## روابط خارجية
- سهام فتحي على موقع الدهليز
- سهام فتحي على موقع قاعدة بيانات الأفلام العربية